# Петер Курцек
Петер Курцек (на немски: Peter Kurzeck) е немски писател, автор на романи, разкази и радиопиеси.

## Биография и творчество
Петер Курцек е роден през 1943 г. в градчето Тахов, Чехословакия. През 1946 г. семейството му е прогонено от Судетската област. С майка си и сестра си Курцек се преселва в хесенския град Щауфенберг край Гисен, където прекарва младостта си.
След 1977 г. живее във Франкфурт на Майн, а от 1993 г. – в Южна Франция.
Петер Курцек е автор на силно автобиографични романи и разкази, в които детайлно описва живота в хесенската провинция и във Франкфурт на Майн, а също обществото във Федерална република Германия, без да представя действие в същинския смисъл. Повествователната техника, която Курцек прилага, напомня за автори като Джеймс Джойс, Арно Шмит и Уве Йонзон. В основата на писателската му амбиция е проявата на спомените, съответно консервирането на изживяното време.
Курцек е член на немския ПЕН клуб.
Умира през 2013 г. във Франкфурт на Майн.

## Награди и отличия
- 1988: Literaturpreis des Landkreises Gießen
- 1989: Stipendium Künstlerhaus Edenkoben
- 1989: Kunstpreis der Stadt Cloppenburg
- 1991: „Награда Алфред Дьоблин“
- 1992: Stipendium Künstlerhof Schreyahn
- 1995: Kester-Haeusler-Ehrengabe der Deutschen Schillerstiftung
- 1999: „Голяма литературна награда на Баварската академия за изящни изкуства“
- 2000: „Награда Ханс Ерих Носак“
- 2000/2001: Stadtschreiber von Bergen
- 2004: „Награда на литературните домове“
- 2004: „Кранихщайнска литературна награда“
- 2006: „Награда Георге Конел“
- 2007: Georg-Christoph-Lichtenberg-Preis
- 2007: Calwer Hermann-Hesse-Preis|Calwer Hermann-Hesse-Stipendium
- 2008: Goetheplakette der Stadt Frankfurt am Main
- 2008: Moldaustipendium
- 2009: „Hörbuch des Jahres 2008“ der hr2-Hörbuchbestenliste für Ein Sommer, der bleibt – Peter Kurzeck erzählt das Dorf seiner Kindheit[1]
- 2010: „Награда Роберт Гернхарт“
- 2011: Почетен гражданин на град Щауфенберг, Хесен
- 2011: „Награда Гримелсхаузен“
- 2011: Werner-Bergengruen-Preis
- 2013: Großer Sudetendeutscher Kulturpreis
- 2014: Platz vor der ehem. Schule von Staufenberg wurde in Peter-Kurzeck-Platz benannt